# Tầm bóp
Tránh nhầm lẫn với loài Solanum nigrum (lu lu đực) bản địa nhiều vùng cũng gọi là Tầm bóp và dùng ngọn non làm rau.
Tầm bóp hay còn gọi tầm phóc, bánh phóc, lu lu cái, lồng đèn, thù lù cạnh, bôm bốp, thù lù (danh pháp khoa học: Physalis angulata) là loài thực vật có hoa thuộc họ Cà (Solanaceae). Loài này được Carl Linnaeus miêu tả khoa học đầu tiên năm 1753.

### Công dụng, chỉ định và phối hợp

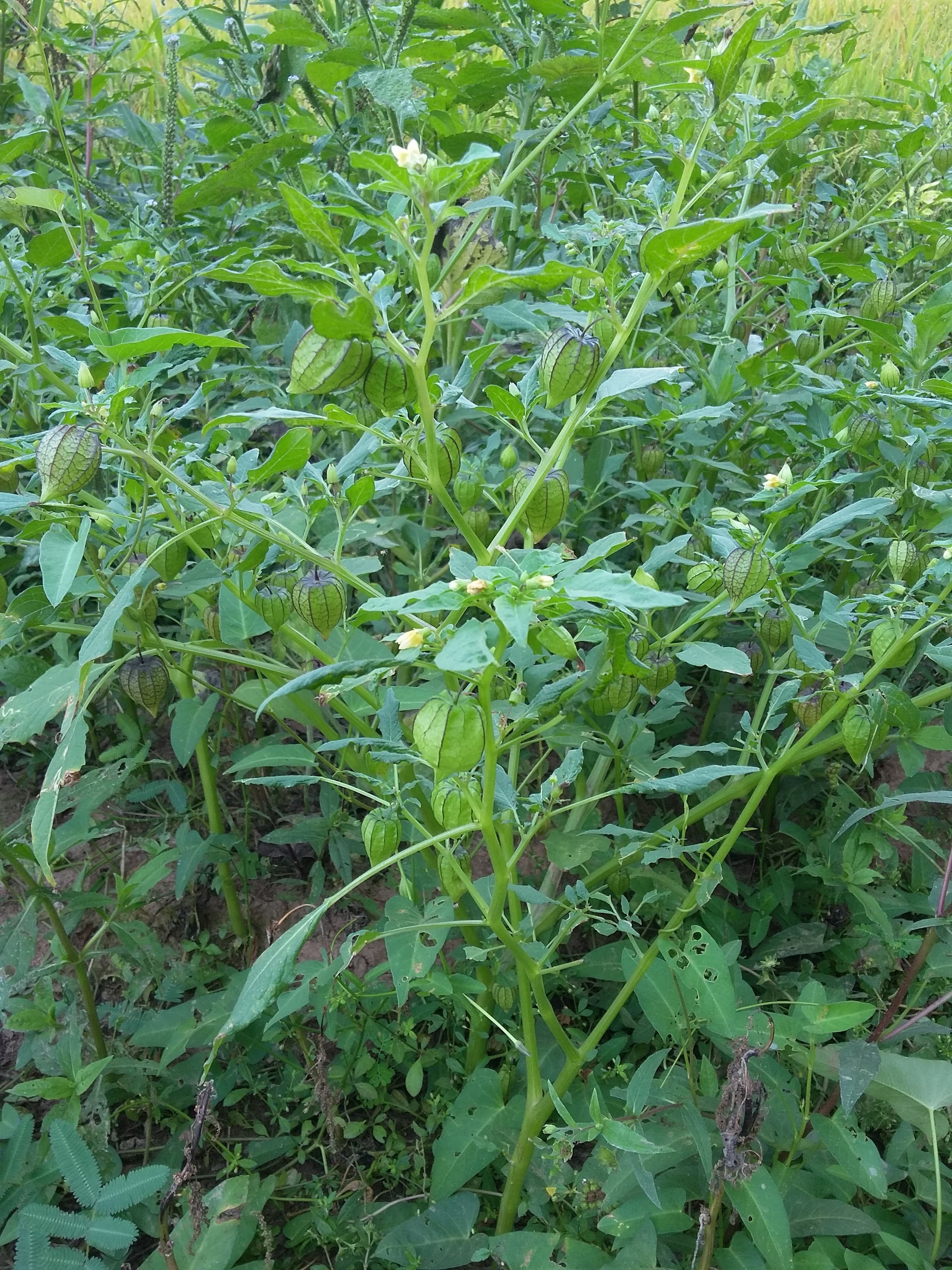
Cây tầm bóp mọc hoang phổ biến ở tỉnh An Giang.

## Hình ảnh

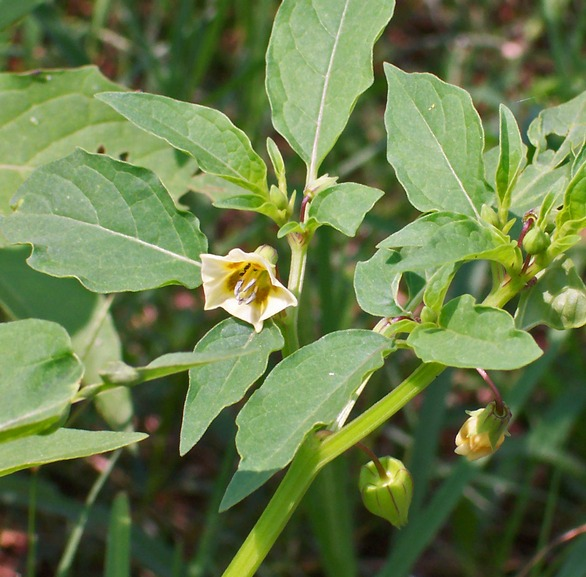
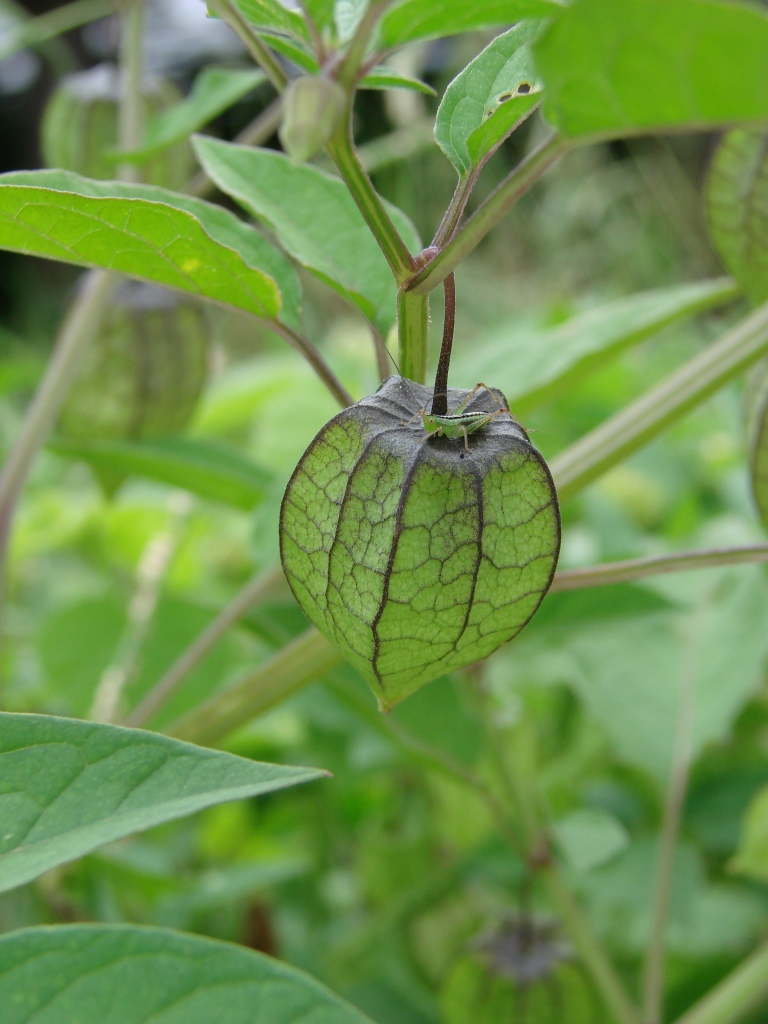
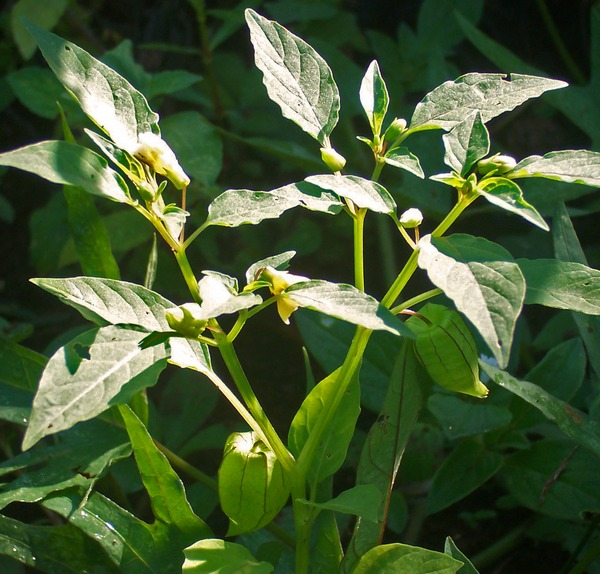